# Zeta (rijeka)
Zeta je rijeka u Crnoj Gori duga 86 km. Nastaje od voda u koje poniru u Nikšićkom polju i izbijaju kod Glave tj. Slapa Zete, odakle teku do ušća u Moraču kod Duklje (nekadašnjeg grada kod Podgorice). Zeta pri ušću ima više vode od Morače, ali je Morača duža i ima pravolinijski i površinski tok. Vode Zete su dobro hidroenergetski iskorištene u tri hidroelektrane.